# 萬霍芬海崖
53°0′S 73°21′E / 53.000°S 73.350°E
萬霍芬海崖（德語：Kap Vanhöffen），是南極洲的海崖，位於澳大利亞海外領地赫德島北部，處於傑卡冰川以東，海拔高度225米，以德國的動物學家命名。